# 에두아르두 프란시스쿠 지 시우바 네투
에두아르두 프란시스쿠 지 시우바 네투(포르투갈어: Eduardo Francisco de Silva Neto, 1980년 2월 2일 ~ )는 두두로 잘 알려진 브라질 리우데자네이루 출신의 축구 선수이며 2004년부터 2008년까지 K리그의 성남 일화 천마, FC 서울에서 활약하였다. 현재 피게이렌시 FC에서 활약하고 있다. K리그에 등록된 공식 한글 이름은 두두였다.

## 클럽 경력
K리그에는 2004년 7월 29일 성남 일화 천마로 이적하였고, 이후 뛰어난 활약을 펼치다가 2006년 여름 이적 시장에서 FC 서울로 완전 이적을 하며 2008년까지 계약을 맺었으나 기대 이하의 활약을 보인다. 이후, 2008년 원 소속팀이었던 성남 일화 천마로 다시 1년간 임대로 복귀하였다. 리그에서 27경기 출전에 16골이라는 뛰어난 활약을 선보이고 득점왕에 올랐다. 하지만 2008년 팀의 성적 부진으로 김학범 감독에서 신태용 감독 체제로 전환되었고, 그 과정에서 팀을 떠나게 되었다.